# إجراءات التشغيل القياسية (فلم)
إجراءات التشغيل القياسية هو فيلم وثائقي أمريكي صدر عام 2008 من تأليف وإخراج إرول موريس والذي يستكشف معنى الصور التي التقطتها الشرطة العسكرية الأمريكية في سجن أبو غريب في أواخر عام 2003، والتي كشف محتواها عن تعذيب وإساءة معاملة سجناء السجن من قبل جنود أمريكيين مما أدى في وقت لاحق إلى فضيحة عامة.
وفي تعليقه على العلاقة بين فيلمه والصور سيئة السمعة، قال موريس إن نيته كانت "... ليس أن أقول إن هؤلاء " التفاحات الفاسدة " كانوا بلا لوم... بل... أن أقول إنهم كانوا كبش فداء. وكان من السهل إلقاء اللوم عليهم لأنهم كانوا في النهاية في الصور... والصور لا تخبرنا من هم الجناة الحقيقيون... ويمكنها أيضاً أن تعمل كغطاء، ويمكنها أن تضللنا... فالصور تكشف وتخفي، وتعمل ككشف وتغطية". 

## ملخص
دراسة للعواقب المقصودة للحرب في العراق مع التركيز على الأحداث في سجن أبو غريب والتي بدأت تظهر في وسائل الإعلام العالمية في عام 2004. وسرعان ما اكتسب السجن سمعة سيئة بسبب صور إساءة معاملة المشتبه بهم في قضايا الإرهاب وأطفالهم والمدنيين الأبرياء على أيدي العسكريين من الرجال والنساء.

### الأشخاص الذين ظهروا في الفيلم

#### تمت المقابلة
- جانيس كاربينسكي ، العميد ، لواء الشرطة العسكرية رقم 800
- تيم دوغان، محقق مدني، فيلق التحقيقات الجنائية
- سابرينا هارمان ، رقيب ، الشرطة العسكرية
- ليندي إنجلاند ، جندية من الدرجة الأولى ، عضو في البرلمان
- جافال ديفيس ، رقيب، عضو في الشرطة
- ميغان أمبوهل جرانر ، أخصائية ، عضو البرلمان
- جيريمي سيفيتس ، أخصائي، عضو البرلمان
- برنت باك، عميل خاص في الجيش، قسم التحقيقات الجنائية
- كين ديفيس، رقيب، عضو في البرلمان
- توني دياز، رقيب، عضو في البرلمان
- جيفري فروست، أخصائي، عضو البرلمان
- رومان كرول، أخصائي في الاستخبارات العسكرية

#### في الصور الفوتوغرافية
- تشارلز جرانر
- إيفان فريدريك
- مناضل الجمادي (توفي أثناء استجوابه من قبل المخابرات المركزية الأمريكية)
- ستار جبار

#### ممثلين إعادة تمثيل
- كريستوفر برادلي
- سارة دينينج
- جوشوا فينمان
- عليم كولييف

## استقبال نقدي
ظهر الفيلم في قائمة العشرة الأوائل لأفضل الأفلام لعام 2008 حسب العديد من النقاد. أطلق سكوت توبياس من The AV Club عليه اسم رابع أفضل فيلم لعام 2008، وأطلق عليه جيه آر جونز من Chicago Reader اسم سابع أفضل فيلم لعام 2008، وأطلق عليه كينيث توران من لوس أنجلوس تايمز اسم ثامن أفضل فيلم لعام 2008 (في تعادل ثنائي).
وفي مهرجان برلين السينمائي الدولي عام 2008 حصل الفيلم على جائزة "لجنة التحكيم الكبرى – الدب الفضي".

## الجدل
لقد تسببت ممارسة موريس المتمثلة في تعويض الأشخاص الذين يجري معهم المقابلات في إثارة الجدل، على الرغم من أنها ليست ممارسة غير عادية في صناعة الأفلام الوثائقية، وفقًا للمنتجة ديان وييرمان ، التي عملت أيضًا على فيلم حقيقة غير مريحة. في مقابلة خاصة خلال مهرجان تريبيكا السينمائي، قال موريس: "لو لم أدفع لهم، لما أجريت معهم مقابلات".

## الموسيقى التصويرية
قام داني إلفمان بتأليف الموسيقى التصويرية لفيلم Standard Operating Procedure. الموسيقى التصويرية مختلفة كثيرًا عن موسيقى Elfman الأخرى لأنها تتضمن الإلكترونيات والتشويه.[بحاجة لمصدر]

### قائمة المسار
1. "موضوع الإجراءات التشغيلية القياسية رقم 1: الإجراءات التشغيلية القياسية" - 5:56
2. "الهرم سيئ السمعة" - 3:48
3. "صور" - 2:56
4. "المطلق" - 3:26
5. "الكلاب" - 3:42
6. "الذئب" - 1:11
7. "بيضة صدام" - 3:30
8. "العناوين الرئيسية: إجازة في العراق" - 2:07
9. "موضوع الإجراءات التشغيلية القياسية رقم 2: العفو" - 1:33
10. "ماذا يحدث هنا؟" - 2:32
11. "جيليجان" - 3:02
12. "قصة النمل" - 3:36
13. "كاسر الطاولة" - 1:00
14. "موضوع الإجراءات التشغيلية القياسية رقم 3: المشاعر والحقائق" - 5:26
15. "غير عادي، غريب وخاطئ" - 2:32
16. "شعور سيء" - 2:22
17. "طيور" - 1:38
18. "نهاية الفيلم" - 1:26
19. "تهويدة أولي" - 2:00

## روابط خارجية
- Standard Operating Procedure
- التشغيل القياسية (فلم)/ إجراءات التشغيل القياسية (فلم) في روتن توميتوز.
- Standard Operating Procedure في موقع بوكس أوفيس موجو.
- [http://allmovie.com/movie/v384732 Standard Operating Procedure

] على موقع أول موفي.
- EyeForFilm.co.uk – Tribeca Film Festival Q&A with Errol Morris about the film
- Berlinale 2008

قالب:Errol Morrisقالب:Silver Bear for Jury Grand Prixقالب:WoTPrisoners